# Hrabia Iddesleigh

## Informacje ogólne
- Tytuł hrabiego Iddesleigh został kreowany w parostwie Zjednoczonego Królestwa w 1885 r. dla sir Stafforda Northcote'a, 8. baroneta, polityka Partii Konserwatywnej
- Dodatkowym tytułem hrabiego Iddesleigh, a jednocześnie tytułem grzecznościowym jego najstarszego syna, jest wicehrabia St Cyres
- Siedzibą hrabiów Iddesleigh jest Hayne niedaleko Exeter w hrabstwie Devon

Baroneci Northcote of Hayne
- 1641–1676: John Northcote, 1. baronet
- 1676–1688: Arthur Northcote, 2. baronet
- 1688–1709: Francis Northcote, 3. baronet
- 1709–1730: Henry Northcote, 4. baronet
- 1730–1743: Henry Northcote, 5. baronet
- 1743–1770: Stafford Northcote, 6. baronet
- 1770–1851: Stafford Henry Northcote, 7. baronet
- 1851–1887: Stafford Henry Northcote, 8. baronet

Hrabiowie Iddesleigh 1. kreacji (parostwo Zjednoczonego Królestwa)
- 1885–1887: Stafford Henry Northcote, 1. hrabia Iddesleigh
- 1887–1927: Walter Stafford Northcote, 2. hrabia Iddesleigh
- 1927–1970: Henry Stafford Northcote, 3. hrabia Iddesleigh
- 1970–2004: Stafford Henry Northcote, 4. hrabia Iddesleigh
- 2004 –: John Stafford Northcote, 5. hrabia Iddesleigh

Najstarszy syn 5. hrabiego Iddesleigh: Thomas Stafford Northcote, wicehrabia St Cyres